# Список планет і супутників «Зоряних війн»

## А
- Аєго
- Альдераан — спокійний світ-утопія, що колись був духовним серцем Галактики. Друга планета в системі Алдераан, рідний дім багатьох героїв саги, включаючи Лею Органу і її прийомного батька, сенатора Бейла Органи.
- Алін
- Анаксис
- Апатрос
- Альзок 3 — третя планета системи Алзок сектора Судзіміс у Зовнішньому Кільці, майже повністю вкрита льодом. Даний світ населяли телзи.
- Абрегадо-рей — промислова, орієнтована на торгівлю, планета в Центральних Світах.
- Ач-То - океанічна планета, на якій переховувався Люк Скайвокер, і місце розташування першого Храму джедаїв та бібліотеки священних текстів джедаїв.

## Б

Беспін

- Бакура
- Балморра
- Балнаб
- Белламора
- Бендомир
- Беспін — газовий гігант з системи Беспін сектора Аноат Зовнішнього Кільця. Планета була важливим джерелом газу тібанна, який очищався для виробництва та переправлявся на численні переробні станції.
- Бестін
- Бонадан
- Ботавуї була космополітичною планетою, розташована в центрі Простору ботанів в Середньому Кільці. Цей світ був рідним для раси ботанів, а також великим центром з торгівлі інформацією
- Бленджіл
- Бісс

## В
- Вейланд — квітуча політропічна планета у Зовнішньому Кільці.
- Вергессо (астероїди)
- Вджун — темний, практично позбавлений життя світ. Відомий своїм замком Баст, в якому мешкав Дарт Вейдер.
- Ворзід IV
- Ворзід V
- В'юн
- Ванкор

## Д

Джеонозис

- Дагоба. Відокремлений світ боліт і лісів, що служив притулком гранд-майстру Ордена джедаїв Йоді під час вигнання, але інших розумних форм життя не мав.
- Дантуїн — красивий світ зелених рівнин, тихих річок і чистих озер. Планета розташовується в секторі Райобалло Зовнішнього Кільця в кінці Стріли Міто,
- Датомир
- Джакку
- Джака
- Джамбіїм
- Джеонозис —  скеляста планета з всесвіту Зоряних війн з червоним небом, населена комахоподібними мешканцями. На ній розташований головний центр виробництва дроїдів і зброї, а також перша столиця Конфедерації незалежних систем.
- Дорін
- Дромунд-Каас
- Дуро

## Е
- Ендор —  представляє собою невелику, покриту лісом планету, що обертається навколо газового гіганта. Цей світ відомий як батьківщина евоків і планета, на якій сталася Ендорська битва
- Еч-то
- Еріаду

## З
- Зіост — колишня столиця Імперії Ситхів. Ця планета розташована у Зовнішньому Кільці Галактики, в межах так званої Непроникної Кальдери — ділянки космосу, що перебуває всередині великої туманності.
- Зайгеррія
- Зонама-Секот

## І
- Ітор
- Ілум
- Ірідонія

## К

Каміно

- Калі
- Каміно — водний світ, де була виготовлена армія клонів для Галактичної Республіки, пізніше стала імперським штурмовим корпусом.
- Карида
- Катарр
- Кашиїк — населена розумною гуманоїдною расою вукі, які живуть в будинках, побудованих на великих деревах.
- Кореллія
- Коррібан — рідний світ ситхів і священна планета їхнього ордену.
- Корусант — столиця Галактики і імперії Палпатіна. Майже всю поверхню планети займають міста.
- Куат
- Кіл'Дор
- Корулаг
- Кристофсіс
- Кейто-Неймодія (англ. Cato Neimoidia) — один з грошових центрів Торгової Федерації. Населення на 100 % складається з неймодіанців, які колонізували її багато років тому. Тільки найбагатшим неймодіанцям було дозволено жити на планеті. Їхні скарби містилися в захищених сховищах, розташованих у важкодоступних місцях під охороною бойових дроїдів B1. Міста Кейто-Неймодії будувалися на мостах, підвішених на гігантські скельні арки. Планета була покрита лісами, густо заселеними різноманітною флорою і фауною. На планеті також розташовувалася секретна база Нута Ганрея.[1]
- Кессель
- Ксілла

## Л
- Лола Сею
- Лотал
- Лото-мінор використовувався як звалище, куди звозили різне сміття з незліченних світів.
- Лок

## М

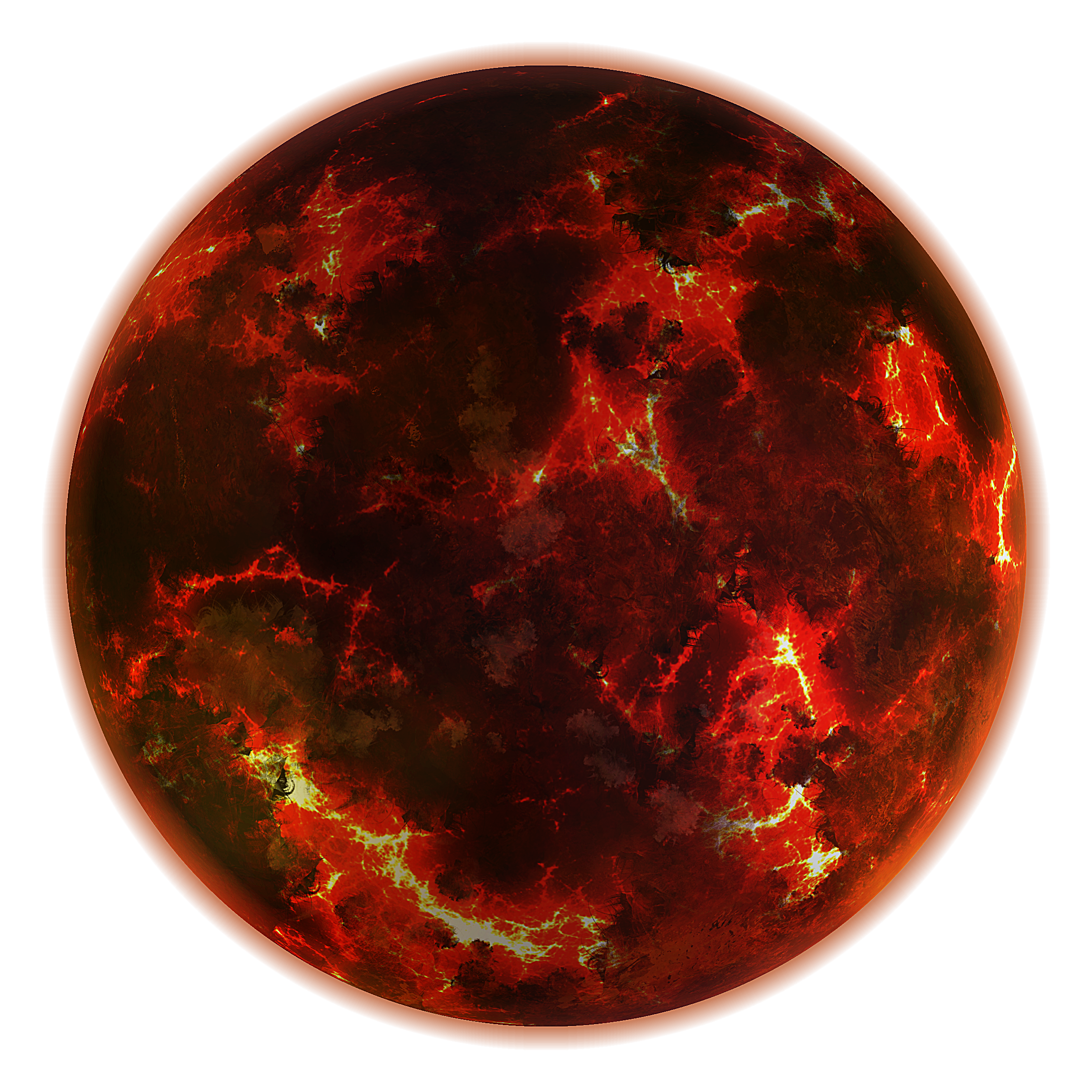
Мустафар

- Малакор-5 знаходиться у Зовнішньому Кільці, в системі Малакор. До фінальної битви Мандалорських воєн планета була родюча і гостинна, але після катаклізму, викликаного Генератором гравітаційної тіні, вона стала пусткою, покритою зубчастими скелями.
- Манаан
- Мандалор
- Марідун
- Меліда-Даан
- Меллахан
- Міркр
- Мон-Каламарі
- Мустафар — маленька планета, що розташована в системі Мустафар у Зовнішньому Кільці, перед Рутаном, між Хайдіанським шляхом і Дев'ятим квадрантом. Мустафар — маленький вулканічний світ, де лава добувалася як цінний ресурс.
- Мууніліст
- Міджіто
- Маластар
- Мортіс

## Н
- Набу — третя планета в однойменній системі, що розташована в секторі Чоммелл поблизу Зовнішнього кільця. Населена двома незалежними цивілізаціями — гунганів, що мешкають у підводних містах, і набуанців — людей, що заселяють поверхню планети. Рідна планета Падме Амідали Наберріє і Джа Джа Бінкса, а також сенатора й майбутнього імператора Палпатіна.
- Нал-Хатта
- Нар-Шадаа
- Нелваан
- Норфіс

## О
- Ондерон
- Осеон
- Орд-Мантелл
- Орд-Цестус
- Орто Плутонія

## П
- Пантора
- Перагус 2
- Полюс
- Поліс Масса

## Р
- Раката Прайм
- Раксус Прайм
- Раксус-Секундус
- Ріоон
- Рілот
- Руусан

Рен-Вар

- Рен-Вар.  Вся поверхня планети покрита снігом і скелями. Планета мала стратегічне значення під час Війн Клонів, там існували фабрики, заводи і суднобудівні компанії, тим самим відроджуючи планету, яка багато тисяч років тому увійшла в режим зимової сплячки
- Ругоса

## С
- Салукемай
- Сарапин
- Серенно
- Селонія
- Старкіллер
- Суллуст

## Т
- Тайдарія
- Трандоша

Татуїн

- Таріс. Технологічно розвинена планета, поверхня якої повністю забудована надвисокими хмарочосами.
- Татуїн — планета-пустеля, що обертається навколо подвійної зірки (жовті зірки Тату І і Тату ІІ), розташованої на зовнішніх територіях, віддалена від основних галактичних маршрутів
- Телос
- Тогорія

## У
- Умбара
- Утапау — віддалена, підземна планета була розташована в системі Утапау сектора Тарабба на територіях Зовнішнього краю.
- Увена Прайм

## Ф
- Фоллієн
- Фелуція — химерний грибний світ, що розташовувався на околицях Зовнішнього Кільця між Рен Варом і сектором Коланда, близько Моссака і Перлеміанського Торгового шляху. Під час Воєн клонів вона стала головною цитаделлю Конфедерації незалежних систем.
- Фіндар
- Фіррере
- Фондор
- Фрезія
- Флоррум

## Х

Хот

- Хак
- Харуун-Кел
- Хайпорі
- Хоног
- Хот —  шоста планета в однойменній системі, розташована в Коридорі Ісоном, віддаленому від цивілізації. Являє собою крижану, повністю вкриту льодом, планету.

## Ч
- Челлінджір
- Чандріла

## Ш
- Шола

## Ю
- Юужань-Тар

## Я

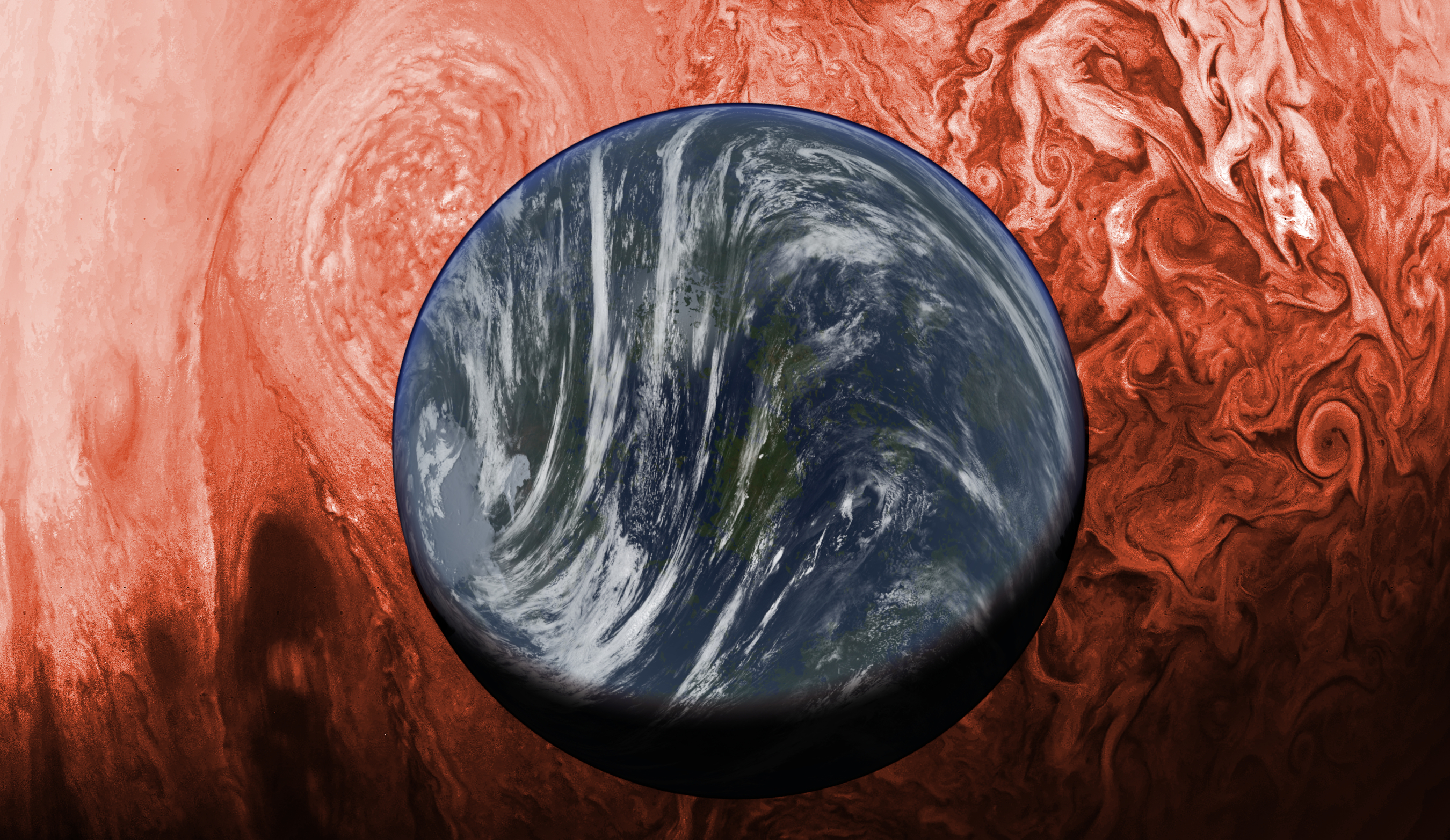
Явін 4

- Явін — помаранчевий газовий гігант діаметром майже 200 000 кілометрів, розташований на територіях Зовнішнього краю.
- Явін IV — четвертий супутник газового гіганта Явін, придатний для життя, з бурхливою тропічною природою. Супутник став «центром» в галактичній багатотисячолітній історії і побачив величезну кількість подій галактичного масшабу.